# 布拉德利 (加利福尼亞州)
布拉德利（英語：Bradley）是位於美國加利福尼亞州蒙特雷縣的一個人口普查指定地區。

## 地理
布拉德利的座標為35°51′48″N 120°48′03″W / 35.86333°N 120.80083°W，而該地最高點為海拔高度167米（即548英尺）。

## 人口
根據2010年美國人口普查的數據，布拉德利的面積為0.22平方千米，當中陸地面積為0.22平方千米，而水域面積為0.00平方千米。當地共有人口1048人，而人口密度為每平方千米4,763人。